# Kudalgi, Kalghatgi
Kudalgi là một làng thuộc tehsil Kalghatgi, huyện Dharwad, bang Karnataka, Ấn Độ.